# 威尔逊维尔 (俄勒冈州)
威尔逊维尔（Wilsonville）是一座位于美国俄勒冈州的城市，该市的大部分区域位于克拉克默斯县，但北部的一小部分区域则位于华盛顿县。由于此地曾经存在一条名为布恩斯轮渡的横水渡，因此这里曾被称为布恩斯码头。此地最终于1880年更名为威尔逊维尔，并于1969年正式建市，当时该市的人口仅有1000人。根据2000年美国人口普查结果，该市共有人口13,991人，到了2010年，人口更是增长至19,509人。根据2000年的普查结果，威尔逊维尔市93%的居民为非拉丁裔白人，拉丁裔为该市第二大族裔。

## 地理

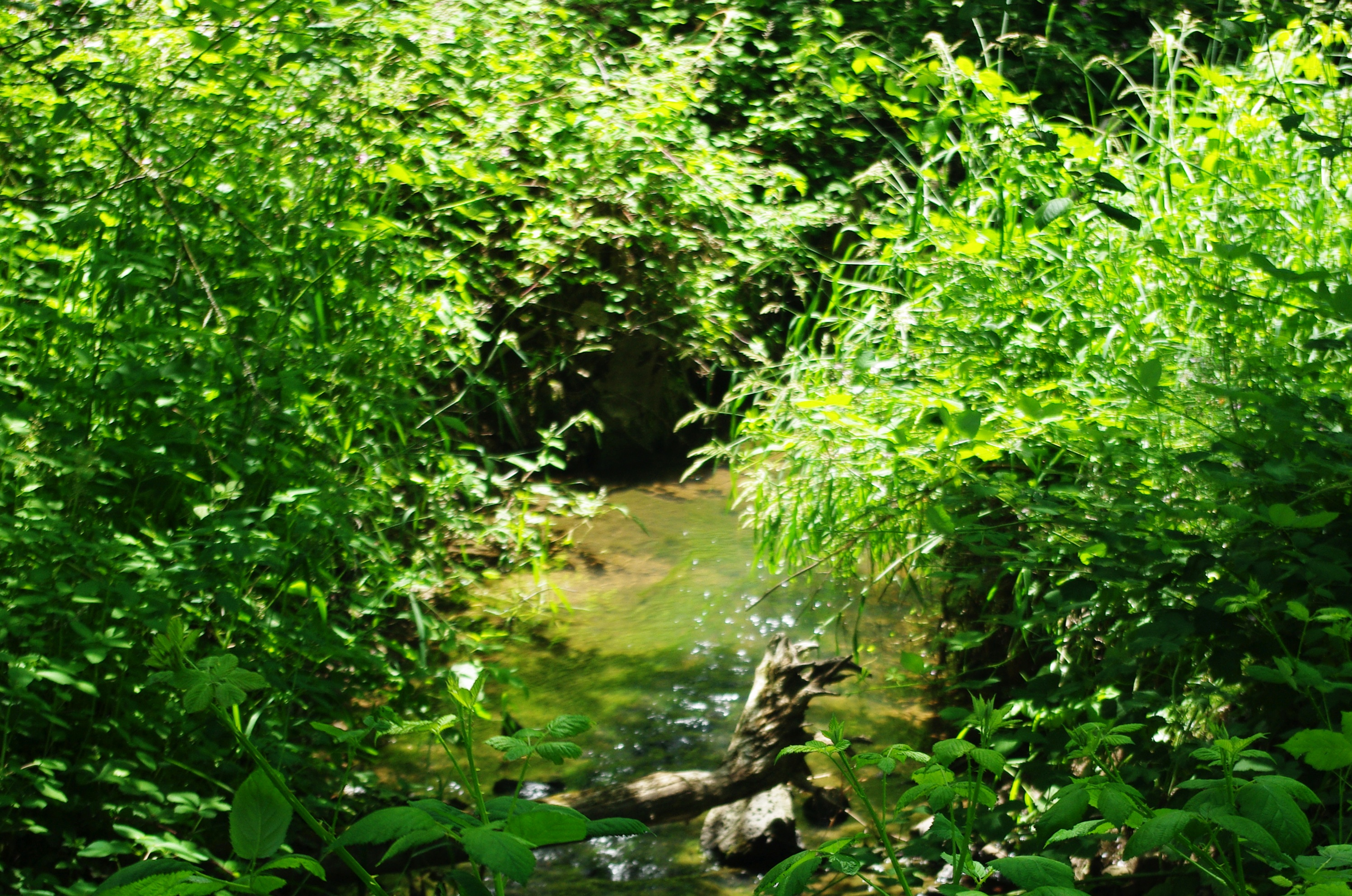
纪念公园的博克曼溪

威尔逊维尔位于波特兰都会区的南部，海拔154英尺（47）。该市的绝大部分位于克拉克默斯县，北部的一小部分则位于华盛顿县。

## 人口
| 调查年                | 人口   | 备注  | %±     |
| --------------------- | ------ | ----- | ------ |
| 1970                  | 1,001  |       | —      |
| 1980                  | 2,920  |       | 191.7% |
| 1990                  | 7,106  |       | 143.4% |
| 2000                  | 13,991 |       | 96.9%  |
| 2010                  | 19,509 |       | 39.4%  |
| 2019年估计            | 24,918 | [ 3 ] | 27.7%  |
| U.S. Decennial Census |        |       |        |

威尔逊维尔的很多居民在其他城市工作，主要是塞勒姆和波特兰这两座城市。这座城市在1969年建立初期只有居民1000人，但到了1980年人口普查时则增长到了2,920人，到了1990年人口普查时更是增长到了7,106人。2000年，威尔逊维尔市的人口普查结果为13,991人，而2010年普查时人口数已经增长到了19,509人。不过在这些人口中，大约有1,500人是咖啡溪惩教所的在押囚犯。咖啡溪惩教所为一所女子监狱，于2001年开设在威尔逊维尔。

### 2020年普查结果
根据2020年的普查结果，该市共有25,492个居民、9,750个住户以及5,374个家庭，人口密度为3,319.2名居民每平方英里（1,281.6名居民每平方）。该市大约有10,213个住房单元，平均密度为1,321.8每平方英里（510.3每平方）。该市的种族组成为83.8%的白人、1.9%的非裔、1.0%的美洲原住民、4.7%的亚裔、1.0%太平洋岛民、2.0%的其他族裔以及5.6%的混血，拉丁裔占总人口的11.7%。

### 2010年普查结果
根据2010年的普查结果，该市共有19,509个居民、7,859个住户以及4,658个家庭，人口密度为2,705.8名居民每平方英里（1,044.7名居民每平方）。该市大约有10,213个住房单元，平均密度为1,177.1每平方英里（454.5每平方）。该市的种族组成为85.3%的白人、1.5%的非裔、1.0%的美洲原住民、3.8%的亚裔、0.4%太平洋岛民、4.8%的其他族裔以及3.2%的混血，拉丁裔占总人口的12.1%。